# Lista över fornlämningar i Sundsvalls kommun (Liden)
Lista över fornlämningar i Sundsvalls kommun (Liden) är en förteckning av ett urval av de fornlämningar som finns i Liden i Sundsvalls kommun.
| Namn                                   | Lämningstyp         | Tillkomsttid | Historisk indelning | Plats | Läge                 | ID-nr          | Bild                                 |
| -------------------------------------- | ------------------- | ------------ | ------------------- | ----- | -------------------- | -------------- | ------------------------------------ |
| Gammelbodarna,Valleråbod (Liden 80:1)  | Fäbod               |              | Liden, Medelpad     |       | 62.722262, 16.878583 | 10247600800001 | Ladda upp en bild av detta fornminne |
| Västerfäbodarna (Liden 100:1)          | Fäbod               |              | Liden, Medelpad     |       | 62.873217, 16.737623 | 10247601000001 | Ladda upp en bild av detta fornminne |
| Liden 101:1                            | Hög                 |              | Liden, Medelpad     |       | 62.649106, 16.889973 | 10247601010001 | Ladda upp en bild av detta fornminne |
| Liden 101:2                            | Hög                 |              | Liden, Medelpad     |       | 62.649411, 16.890126 | 10247601010002 | Ladda upp en bild av detta fornminne |
| "Domarringen" (Liden 110:1)            | Stensättning        |              | Liden, Medelpad     |       | 62.670063, 16.850106 | 10247601100001 | Ladda upp en bild av detta fornminne |
| Lidens gamla kyrka (=Us) (Liden 117:1) | Begravningsplats    |              | Liden, Medelpad     |       | 62.698734, 16.790587 | 10247601170001 | Ladda upp en bild av detta fornminne |
| Liden 125:1                            | Gravfält            |              | Liden, Medelpad     |       | 62.669642, 16.849204 | 10247601250001 | Ladda upp en bild av detta fornminne |
| Backbodarna (Liden 148:1)              | Fäbod               |              | Liden, Medelpad     |       | 62.707545, 16.893222 | 10247601480001 | Ladda upp en bild av detta fornminne |
| Österfäbodarna (Liden 153:1)           | Fäbod               |              | Liden, Medelpad     |       | 62.844035, 16.718103 | 10247601530001 | Ladda upp en bild av detta fornminne |
| Västerbodarna (Liden 157:1)            | Fäbod               |              | Liden, Medelpad     |       | 62.865698, 16.592453 | 10247601570001 | Ladda upp en bild av detta fornminne |
| Kråktorpet (Liden 248:2)               | Lägenhetsbebyggelse |              | Liden, Medelpad     |       | 62.789143, 16.551363 | 10247602480002 | Ladda upp en bild av detta fornminne |